# استقلال

استقلال آمریکا

اِستِقلال به شرایطی می‌گویند که یک ملت، کشور یا دولت توانایی خود گردانی و حاکمیت نسبی یا تام بر سرزمین، مردمان یا امور خود را داشته باشد. این امر می‌تواند به صورت دموکراتیک مانند استقلال هند از بریتانیا که محقق شد و استقلال اسکاتلند از بریتانیا که فعلاً محقق نشده است یا با مبارزه مسلحانه مانند استقلال اریتره از اتیوپی که محقق شد و استقلال صحرای غربی از مراکش که فعلاً محقق نشده است، به دست آید. این موضوع خود می‌تواند تا سال‌ها به طول بینجامد. 

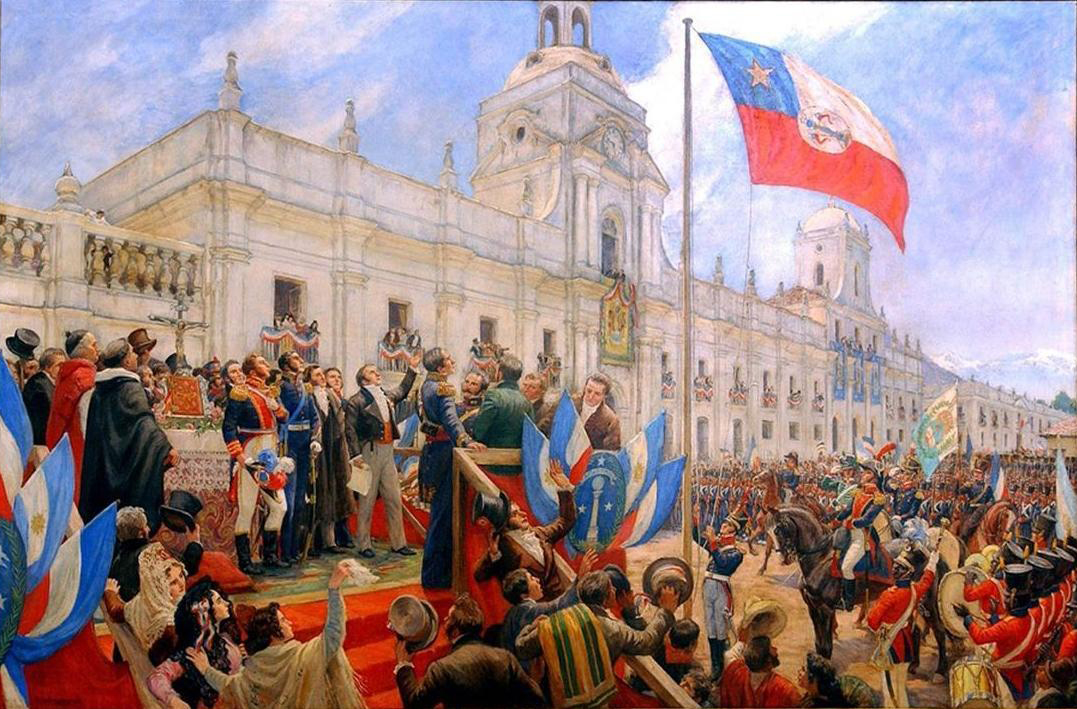
استقلال شیلی

## تعریف
تمایز بین استقلال و انقلاب همواره مورد بحث بوده و اغلب بر سر مشروعیت خشونت به عنوان ابزاری برای دستیابی به حاکمیت، مجادله شده است. به‌طور کلی، انقلاب‌ها با هدف توزیع مجدد قدرت، با یا بدون عنصر رهایی، مانند دموکراتیزاسیون در یک کشور، صورت می‌گیرند که در این صورت ممکن است ساختار دولت بدون تغییر باقی بماند. به عنوان مثال، انقلاب مکزیک (۱۹۱۰) عمدتاً به یک درگیری چند جناحی اشاره دارد که منجر به تصویب قانون اساسی جدید شد، در حالی که کمتر برای اشاره به مبارزه مسلحانه (۱۸۲۱) علیه اسپانیا استفاده می‌شود.
با این حال، برخی از جنگ‌های استقلال‌طلبانه، مانند آنچه در ایالات متحده (۱۷۸۳) و اندونزی (۱۹۴۹) رخ داد، به عنوان انقلاب توصیف شده‌اند. در مقابل، برخی انقلاب‌ها که مشخصاً به دنبال تغییر در ساختار سیاسی بودند، به تشکیل دولت‌های جداگانه منجر شده‌اند. برای مثال، مغولستان و فنلاند استقلال خود را در جریان انقلاب‌های چین (۱۹۱۱) و روسیه (۱۹۱۷) به دست آوردند.
دلایل زیادی برای تمایل یک کشور یا استان به استقلال وجود دارد، اما بیشتر آنها را می‌توان به احساس نابرابری در مقایسه با قدرت غالب خلاصه کرد. راه‌های دستیابی به استقلال می‌تواند از تظاهرات مسالمت‌آمیز، مانند مورد هند (۱۹۴۷)، تا جنگ‌های خشونت‌آمیز، مانند مورد الجزایر (۱۹۶۲)، متغیر باشد.
در برخی موارد نیز، یک کشور ممکن است اعلام استقلال کرده باشد، اما تنها به‌طور جزئی توسط کشورهای دیگر به رسمیت شناخته شود؛ مانند کوزوو (۲۰۰۸) که استقلال آن هنوز به‌طور رسمی توسط صربستان، کشوری که کوزوو از آن جدا شده، به رسمیت شناخته نشده است.

## قاره‌ها
| قاره      | قاره   | تعداد                           | آخرین کشور استقلال‌یافته |
| --------- | ------ | ------------------------------- | ----------------------- |
|           | آفریقا | ۵۴                              | سودان جنوبی (۲۰۱۱)      |
| آمریکا    | ۳۵     | سنت کیتس و نویس (۱۹۸۳)          |                         |
| آسیا      | ۴۴     | تیمور شرقی (۲۰۰۲)               |                         |
| اروپا     | ۵۰     | مونته‌نگرو (۲۰۰۶) · کوزوو (۲۰۰۸) |                         |
| اقیانوسیه | ۱۴     | پالائو (۱۹۹۴)                   |                         |
| جنوبگان   | ۸      | باالفعل در مالکیت بین‌المللی     |                         |

## استقلال مستعمرات

کشورهای استقلال یافته از امپراتوری بریتانیا

امپراتوری بریتانیا در اوج خود پهناورترین امپراتوری تاریخ بود و بخش‌های وسیعی از جهان را در بر می‌گرفت، به گونه‌ای که گفته می‌شد «خورشید هرگز در آن غروب نمی‌کند.» با گذشت زمان و بالا گرفتن جنبش‌های استقلال‌طلبانه در قرن بیستم، بسیاری از این مستعمرات و قلمروها به تدریج استقلال خود را به دست آوردند.
روند استقلال‌یافتگی کشورها از امپراتوری بریتانیا بسیار پیچیده و تدریجی بود. برخی کشورها مانند ایالات متحده آمریکا استقلال خود را از طریق جنگ به دست آوردند (۱۷۷۶)، در حالی که بسیاری دیگر به صورت مسالمت‌آمیز و طی فرایندی قانونی به استقلال رسیدند. این فرایند غالباً شامل اعطای وضعیت «دومینون» (Dominion) بود که به آن‌ها خودمختاری داخلی می‌داد و سپس به استقلال کامل منجر می‌شد.
لیست کشورهای استقلال یافته از بریتانیا بسیار طولانی است و شامل کشورهایی در تمامی قاره‌ها می‌شود. از جمله مهم‌ترین آن‌ها می‌توان به هند و پاکستان (۱۹۴۷) اشاره کرد که استقلال آن‌ها نقطه عطفی در تاریخ استعمارزدایی بود. سایر کشورهای برجسته شامل کانادا (۱۸۶۷)، استرالیا (۱۹۰۱)، نیوزلند (۱۹۰۷)، جمهوری ایرلند (۱۹۲۲)، مصر (۱۹۲۲)، عراق (۱۹۳۲)، غنا (۱۹۵۷)، مالزی (۱۹۵۷)، نیجریه (۱۹۶۰)، جامائیکا (۱۹۶۲) و آفریقای جنوبی (۱۹۶۱) هستند.
حتی امروز، برخی از این کشورها با وجود استقلال کامل، همچنان عضو اتحادیه کشورهای مشترک‌المنافع (Commonwealth of Nations) هستند. این اتحادیه شامل ۵۶ کشور مستقل است که بیشتر آن‌ها زمانی بخشی از امپراتوری بریتانیا بوده‌اند و همکاری‌های فرهنگی، اقتصادی و سیاسی را ادامه می‌دهند. همچنین، تعدادی از کشورها مانند کانادا، استرالیا و نیوزلند، پادشاه بریتانیا را به عنوان رئیس کشور خود حفظ کرده‌اند، هرچند که این نقش عمدتاً تشریفاتی است و قدرت سیاسی در دست دولت‌های منتخب آن‌ها قرار دارد.